# Ильзеде
Ильзеде (нем. Ilsede) — община в Германии, в земле Нижняя Саксония. Входит в состав района Пайне. Население составляет 21 975 человек (на 31 декабря 2021 года). Занимает площадь 72,09 км².
В 2015 году прошло слияние общины Ильзеде с общиной Лаштедт. Новая община Ильзеде подразделяется на 11 сельских округов:
- Adenstedt
- Bülten
- Gadenstedt
- Groß Bülten
- Groß Ilsede
- Groß Lafferde
- Klein Ilsede
- Münstedt
- Oberg
- Ölsburg
- Solschen

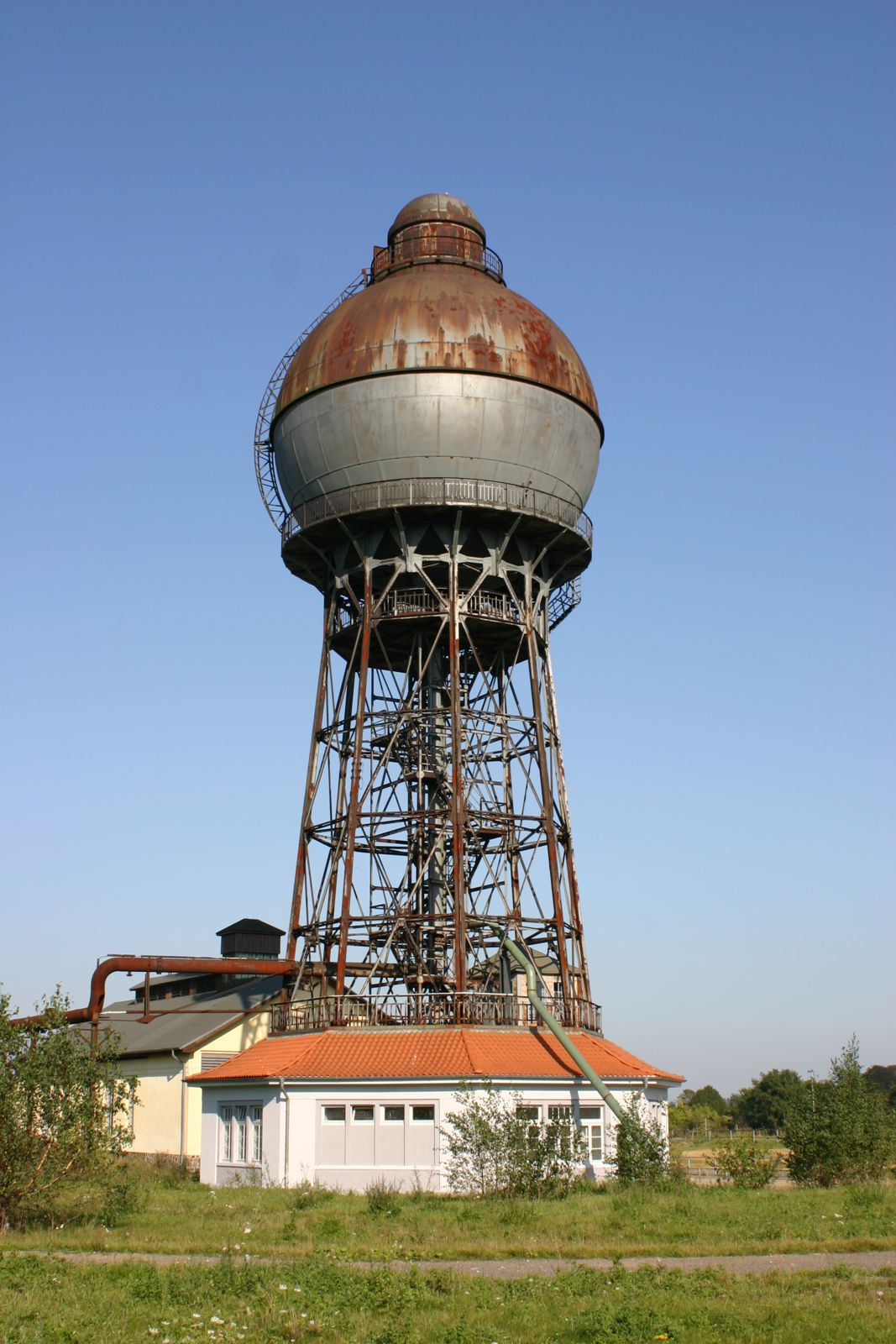
Водонапорная башня в Илзеде

## Население
Население на 31 декабря 2010 года составляло 11 781 человек.
| Год  | Численность | Численность |
| ---- | ----------- | ----------- |
| 2016 | 21 514      | [ 4 ]       |
| 2017 | 21 530      | [ 1 ]       |
| 2019 | 21 556      | [ 5 ]       |
| 2021 | 21 975      | [ 6 ]       |
| 2022 | 22 206      | [ 7 ]       |
| 2023 | 22 080      | [ 2 ]       |